# Pycnogonum asiaticum
Pycnogonum asiaticum is een zeespin uit de familie Pycnogonidae. De soort behoort tot het geslacht Pycnogonum. Pycnogonum asiaticum werd in 1992 voor het eerst wetenschappelijk beschreven door Muller. 